# Kruzifix auf dem Domberg

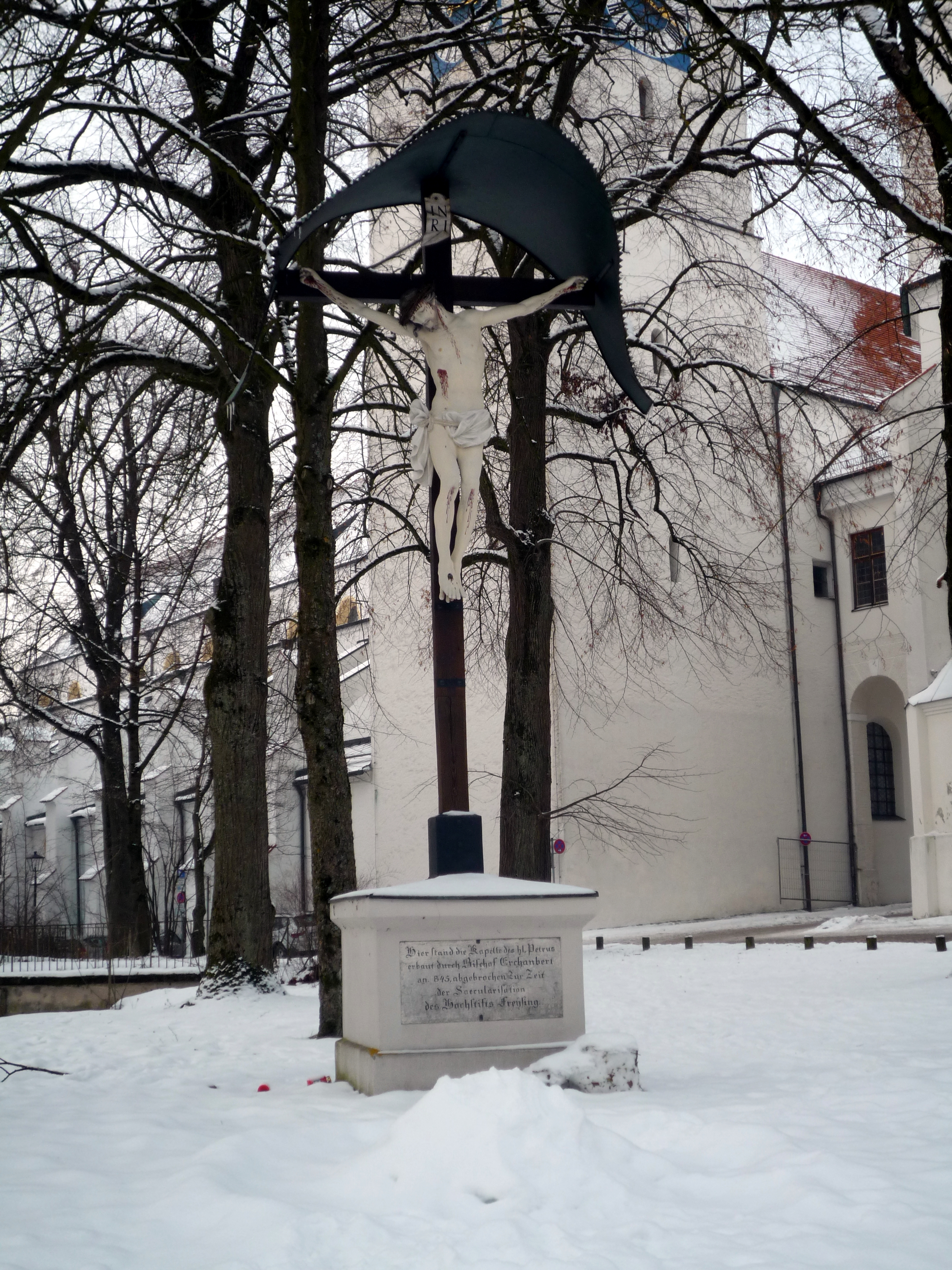

Das Kruzifix auf dem Domberg ist ein etwa vier Meter hohes Lateinisches Holzkreuz auf dem Domberg in Freising (Oberbayern). Es wurde 1867 vor der Einfahrt zum Domhof errichtet.
Das Kreuz zeigt in barockisierender Darstellung in Lebensgröße den gekreuzigten Jesus. Über dem Kreuz schützt eine aus Blech gefertigte Überdachung die Figur. Das Holzkreuz wurde auf einem Steinsockel errichtet. An dessen Stirnseite erinnert eine Inschrift an die Peterskapelle, die im 9. Jahrhundert am Standort des Kreuzes errichtet und 1803 in den Wirren der Säkularisation und der Auflösung des Hochstifts Freising abgebrochen wurde:
Hier stand die Kapelle des hl. Petrus erbaut durch Bischof Erchanbert an. [anno] 845, abgebrochen Zur Zeit der Saecularisation des Hochstifts Freysing.